# Vestido negro de Anita Ekberg
El vestido negro de Anita Ekberg (en italiano: vestito nero di Anita Ekberg) es un traje que la actriz lució en la película La dolce vita (1960).

## Historia

### Contexto
Nacida en Malmö, Ekberg ganó el certamen Miss Suecia en 1950, lo que la llevó a competir por el título de Miss Universo en 1951, cuando el concurso aún no era oficial; pese a no ganar, el hecho de convertirse en una de las seis finalistas le supuso obtener un contrato con Universal Pictures, recibiendo clases de interpretación así como lecciones de baile, dicción, equitación y esgrima. Tras aparecer brevemente en las películas Abbott and Costello Go to Mars (1953) y The Golden Blade (1953), Ekberg abandonó los estudios y empezó a ser conocida por sus romances con actores de la talla de Frank Sinatra, Tyrone Power, Yul Brynner, Rod Taylor y Errol Flynn, circunstancia que la llevaría a convertirse en una destacada pin-up y a figurar en revistas como Playboy. Poco después realizaría una firme incursión tanto en el cine como en la televisión al aparecer en pequeños papeles en Casablanca (1955) y Private Secretary (1953-1957), figurando poco después en Artistas y modelos (1955) y Loco por Anita (1956), lo que le valdría el apodo de «la Marilyn Monroe de Paramount». Con su carrera en ascenso, fue incluida en el reparto de Guerra y paz (1956), obteniendo casi simultáneamente su primer papel protagónico en Back from Eternity (1956). Tras los filmes Interpol (1957), Valerie (1957), Paris Holiday (1958) y The Screaming Mimi (1958), Ekberg participaría en Nel Segno di Roma (1959), obteniendo poco después, de la mano de Federico Fellini, el papel de Sylvia Rank en La dolce vita.

### Creación

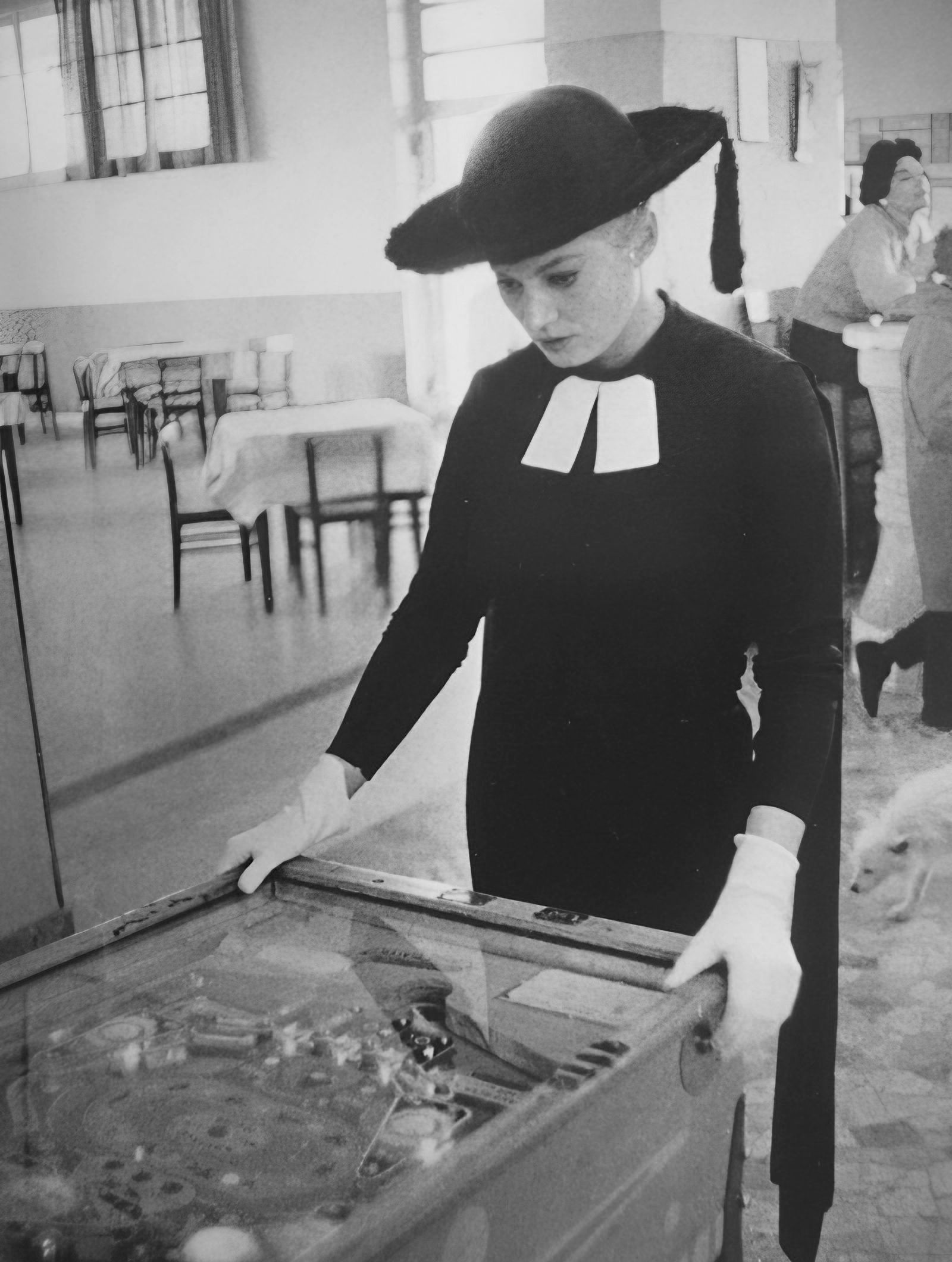
Anita Ekberg en La dolce vita (1960). El atuendo de la imagen pasaría a ser conocido como el vestido «pretino».

El vestuario del filme, obra de Piero Gherardi, hacía gala de una gran extravagancia del mismo modo que el guardarropa de las películas 8½ (1963) y Giulietta de los espíritus (1965), ambas dirigidas por Fellini. No obstante, para los trajes de La dolce vita el director tenía en mente reflejar la Italia contemporánea como si de un gran fresco se tratase; en palabras de Buenello Rondi: «La dolce vita se inspiró en la moda de los vestidos saco para mujer que poseían esa sensación de lujo que se desplegaba en forma de mariposa alrededor de un cuerpo que podía ser bello [físicamente] pero no moralmente; estos vestidos saco impactaron a Fellini porque hacían muy hermosa a una mujer que podía, en cambio, ser un esqueleto de miseria y soledad por dentro».: 133–134  En consonancia con la declaración de Rondi, el propio Fellini relató en una entrevista que «casi inmediatamente encontramos una clave que me pareció bien: moda saco, mujeres que parecen pájaros, mariposas, canguros, habitantes de un mundo irreal». Pese a que importantes diseñadoras y casas de moda de Roma como Fernanda Gattinoni y Sorelle Fontana fueron tenidas en cuenta por Fellini y Gherardi a la hora de elaborar el guardarropa y han sido señaladas como poderosos referentes para el vestuario de la película, todas las prendas fueron reinventadas por completo para ajustarse a los deseos del director,: 2  lo que sin embargo no ha evitado que varias fuentes asignen el vestido negro falsamente tanto a Gattinoni como a Fontana. A mayores, la ropa y los accesorios fueron empleados como tema figurativo fundamental: vestidos de noche y gafas negras usadas tanto de día como de noche, pijamas palazzo, bodis de encaje transparente, guantes largos hasta el codo, joyas llamativas, gafas y zapatos enjoyados, etc. Por su parte, las pieles fueron usadas como elemento representativo de sensualidad o estatus social, destacando el estampado de la capa blanca con la que Sylvia desembarca en Fiumicino y la estola que luce durante su escapada con Marcello Rubini; y la estola de visón americano que exhibe el personaje de Nadia cuando se desnuda, además de otras tantas pieles que llevan las burguesas adineradas, a menudo deliberadamente caricaturizadas, que abarrotan la Via Veneto y sus clubes.: 2 
No solo la moda tuvo influencia en el director a la hora de escoger el vestuario, sino que el mundo del arte tuvo un gran impacto gracias a que Fellini conoció, durante una proyección de Las noches de Cabiria (1957), a Pablo Picasso. Este encuentro tuvo un gran significado en el director, quien solía recrearse en la obra del pintor en momentos de incertidumbre artística, pues Picasso representaba para Fellini «la encarnación eterna del arquetipo de la creatividad como un fin en sí mismo, sin otro motivo, sin otro fin que sí mismo: irruptivo, indiscutible, gozoso». La revolución desatada a inicios del siglo xx con el cubismo ayudó a Fellini a trasladar la representación de la realidad hacia una descomposición de dicha realidad encaminada a múltiples facetas y perspectivas, buscando el director crear en La dolce vita un nuevo concepto de narrativa cinematográfica alejada del tradicional énfasis en el argumento y centrada en el apoyo a esa narrativa mediante la combinación de ritmo argumental y belleza visual. El vínculo de Picasso con el filme quedó patente en un dibujo que el pintor hizo de Ekberg en su papel de Sylvia; en esta caricatura la actriz figura luciendo un vestido modelado a partir de un hábito sacerdotal el cual queda completamente desvirtuado a causa del gran tamaño de los senos de Ekberg, aspecto que refleja a la perfección la estética que Fellini quería imprimir en la película.: 134  Cabe destacar que este atuendo, conocido como vestido «pretino» («pequeño sacerdote») y lucido por Ekberg en la escena en la que visita la Basílica de San Pedro, constituye una copia de un traje creado en 1956 para Ava Gardner por las hermanas Zoe, Micol y Giovanna Fontana, fundadoras de la firma Sorelle Fontana cuya fe católica les llevó a solicitar permiso a la autoridad eclesiástica para diseñar el atuendo, el cual pudieron elaborar gracias a la aprobación del Vaticano.
En general, el vestuario del filme, tanto el masculino como el femenino, se caracteriza por el uso de tonos blancos y negros con el fin de crear marcados contrastes; el guardarropa femenino se compone en su mayoría de atuendos de color negro, siendo Ekberg la única que ocasionalmente luce prendas blancas. El motivo de Gherardi para usar modelos binarios a la par que sencillos radicaba en que la película se hallaba muy recargada a nivel visual debido a la elevada presencia de detalles en los escenarios, por lo que pretendía reducir dicha carga visual mediante el diseño de prendas sencillas, lo que por otro lado contribuyó a la pesimista atmósfera del filme.: 35  El vestuario, de alta costura, fue creado siguiendo la moda difundida en revistas como Oggi y L'Europeo que el propio Fellini entregó a Gherardi para que se inspirase, lo que sin embargo despertó las quejas de Giuseppe Amato, productor del filme junto a Angelo Rizzoli. Fellini aseguró a Amato que el guardarropa era el mejor reflejo que la película podía ofrecer de la decadencia de Roma, siendo un ejemplo de ello el uso de gorgueras de raso, elemento que combinaba a la perfección con el mínimo sentido práctico, remarcando el coqueteo de la sociedad con la exuberancia al tiempo que se encaminaba a la autodestrucción. Para el diseño del vestido negro, Gherardi se inspiró en el atuendo que Rita Hayworth lució durante la canción «Put the Blame on Mame» en Gilda (1946), traje de Jean Louis influenciado a su vez por el cuadro Madame X (1883-1885), una polémica pintura de John Singer Sargent que en su momento escandalizó a la sociedad, si bien el traje de Ekberg está confeccionado en terciopelo a diferencia del de Hayworth, realizado en satén.

### Rodaje

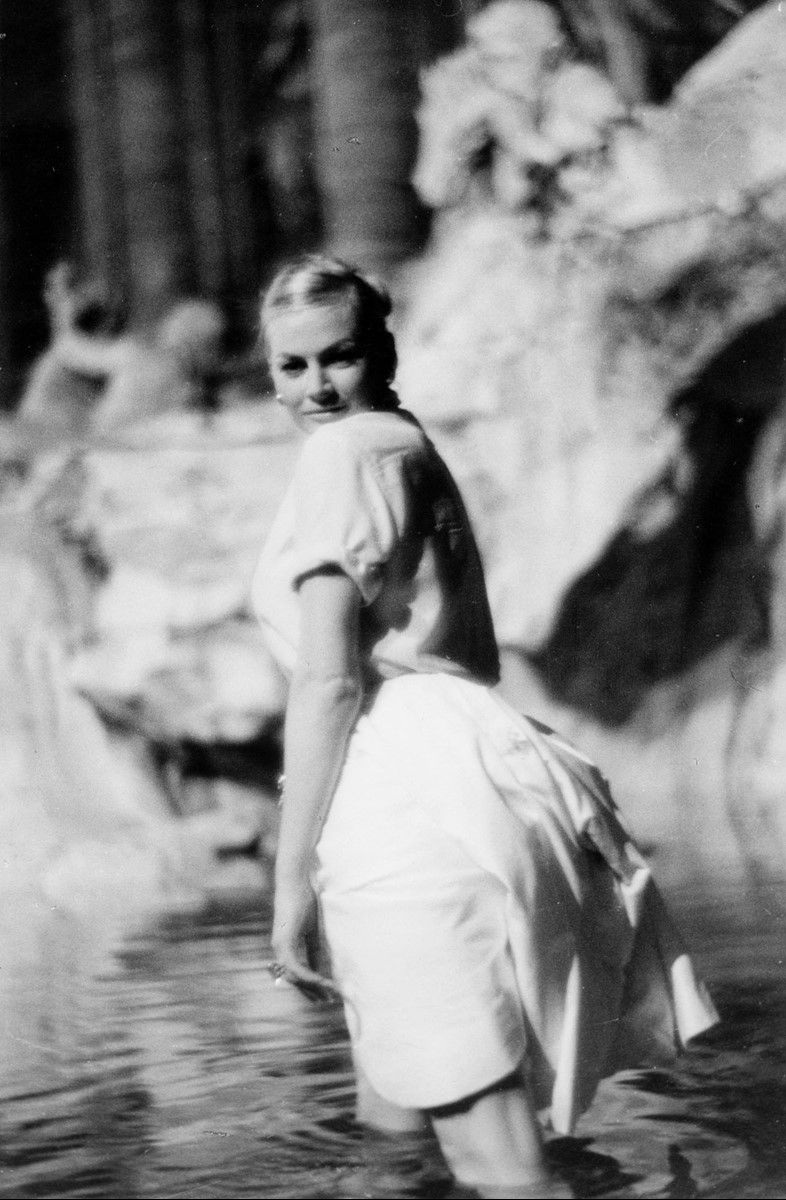
Anita Ekberg en 1958. Esta y otras imágenes, tomadas por Pierluigi Praturlon en la Fontana de Trevi, darían lugar a la escena más famosa de La dolce vita.

El rodaje de las escenas en las que aparece el vestido negro tuvo lugar en, entre otros, las Termas de Caracalla y la Fontana de Trevi. La secuencia del baño en la fuente, la más recordada de la película y una de las más míticas de la historia del cine, tuvo su origen en un anecdótico incidente ocurrido antes de que Ekberg fuese elegida para el papel de Sylvia. En agosto de 1958, la actriz, quien se encontraba caminando descalza por las calles de Roma mientras era seguida por el fotógrafo Pierluigi Praturlon, se hizo un corte en el pie y, con el fin de evitar una infección, se lavó la herida en la Fontana de Trevi. Debido al intenso calor estival, Ekberg decidió meterse en la fuente y deambular por la misma vestida con un traje de vichy blanco y rosa dotado de una amplia falda realzada con enaguas, invitando al fotógrafo a que hiciese lo mismo con las palabras «Pierluigi, come here!» («¡Pierluigi, ven aquí!»); poco después, cuando la actriz se encontraba en Londres, Fellini vio en la revista Tempo Illustrato las fotos de Ekberg en la fuente y se puso en contacto con ella, tras lo cual la contrató para la película. Tal y como recordó la actriz:

Una noche, Pierluigi Praturlon me estaba tomando fotos. Estaba descalza y me corté el pie. Busqué una fuente para lavarme el pie sangrante y, sin darme cuenta, me encontré en la Piazza di Trevi. Era verano. Llevaba un vestido de algodón blanco y rosa con la parte superior como una camisa de hombre. Me levanté la falda y me sumergí en la cuenca, diciéndole a Luigi: «No te imaginas lo fresquita que está esta agua, deberías entrar tú también». «Quédate así», me dijo, y empezó a tomar fotos. ¡Se vendieron como pan caliente!… Fui yo quien hizo famoso a Fellini, no al revés.

La versión de Praturlon, muy similar a la de Ekberg, difiere sin embargo en algunos detalles:

Anita y yo salíamos juntos a menudo. Solíamos ir a bailar a un local cerca de Casal Palocco. Una noche de agosto de 1958, Anita, que siempre bailaba descalza, se lastimó el pie. De vuelta a Roma a las cuatro de la mañana, pasamos por la Fontana de Trevi y Anita me dijo: «Para el coche para que me enjuague el pie». «No, vamos», le dije. «Estarás en casa en cinco minutos». Insistió, así que paramos. Salió y, subiéndose la falda, empezó a meterse en la fuente. En ese momento, cogí mi cámara y empecé a fotografiarla bajo la tenue luz de la fuente. Recuerdo a dos carabineros de pie en un rincón, que no tendrían más de veinte años. No dijeron ni una palabra. Estaban completamente embelesados observando a aquella hermosa mujer en la fuente, con sus largas y preciosas piernas.

Respecto a la fecha del rodaje de la escena de la Fontana de Trevi, existe discrepancia: Fellini aseguró que las grabaciones se produjeron en marzo de 1959, mientras que Ekberg siempre defendió que la filmación había tenido lugar en enero, si bien varias instantáneas con fecha del 27 de marzo corroboran la versión del director. Independientemente de cuándo se llevó a cabo el rodaje de la secuencia, con una producción de siete días y cuya filmación duró una sola noche según Ekberg, las temperaturas eran bastante bajas (9 °C), lo que supuso un inconveniente para la actriz puesto que el vestido negro la dejaba expuesta al frío, aunque logró soportarlo durante horas a diferencia de Marcello Mastroianni, quien no pudo evitar padecer temblores. Para combatir las gélidas aguas, el actor llevaba un traje de neopreno por debajo de la ropa, si bien algunas fuentes señalan que solo utilizó un pijama, mientras que Ekberg se puso unas botas de pesca que le llegaban hasta las caderas para protegerse y poder desplazarse con mayor facilidad,: 7  aunque acabaría quejándose de que no podía sentir las piernas; en unas declaraciones décadas más tarde, la actriz recordaría aquel momento de manera muy poco halagadora: «Allí estuve esperando con un vestido de noche en el agua congelada, hacía un frío del carajo. Cuando acabó la escena, no sentía las piernas y tuvieron que sacarme en brazos». Mastroianni, incapaz de soportar las bajas temperaturas, injirió una botella entera de vodka para entrar en calor, lo que llevó al actor a rodar la escena completamente ebrio; de acuerdo con Ekberg:

No tuve tropiezos ni quejas jamás. En cambio Marcello, tenía frío y tuvo que vaciar una botella de whisky. Tres veces cayó al agua y tres veces hubo que auxiliarlo y secarlo. Al final, le pusieron unas botas altas de pescador debajo del pantalón.

Al problema de la borrachera de Mastroianni se sumó el exceso de espectadores que se detuvieron a contemplar el rodaje y, sobretodo, la suciedad del agua de la fuente. Fellini, disgustado por este contratiempo ya que afeaba la escena por completo, recibió la inesperada ayuda de un ejecutivo de Scandinavian Airlines System, quien durante una visita al set de rodaje suministró al equipo de producción un colorante de color verde que habitualmente se empleaba para efectuar marcas en el mar con el objetivo de facilitar la realización de aterrizajes de emergencia; tras aplicarse varios litros del producto en el agua de la fuente, la suciedad que antes se podía apreciar a través de la lente de la cámara desapareció por completo.

### Controversia

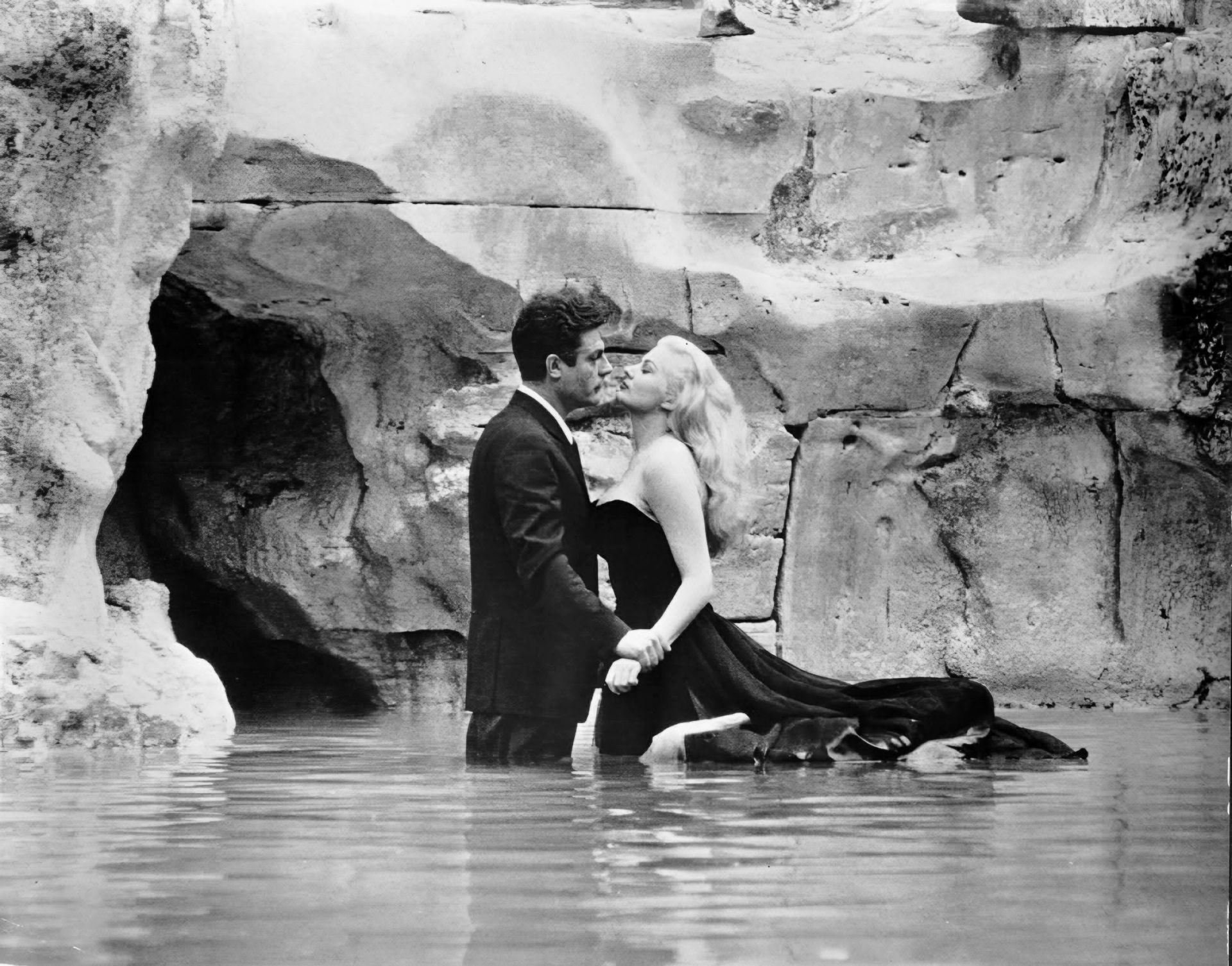
Marcello Mastroianni y Anita Ekberg en La dolce vita (1960).

Tanto el filme como el vestido negro generaron una gran controversia inmediatamente después del estreno. Pese a erigirse en la actualidad como una joya cinematográfica, en su momento no fue unánimemente aclamada aún habiendo ganado, entre otros, el Óscar a mejor película en lengua extranjera y la Palma de Oro en el Festival de Cannes. Tanto la Iglesia católica como el parlamento italiano consideraban que la película promovía la decadencia moral al mostrar a la sociedad de forma libertina. El escándalo desatado duraría varios meses y de él se harían eco tanto la prensa como el Centro Católico de Cine, organismo que, en un curioso paralelismo con Gilda, llegó al extremo de prohibir a las personas en ejercicio que acudiesen a su proyección. El vestido negro fue uno de los aspectos del filme que más críticas despertó, con el propio Vaticano censurando la prenda por considerar que la misma era demasiado provocativa, a lo que Ekberg respondió: «Estoy muy orgullosa de mis pechos, como debería estarlo toda mujer. No es una deformidad, es feminidad». El rechazo de la Iglesia queda perfectamente ejemplificado en el texto dirigido a sus feligreses por Girolamo Bartolomeo Bortignon, obispo de Padua:

Entre las señales, que no dudamos en definir trágicas, de la posesión materialista que cada vez más, en estos años, oscurece las conciencias de gran parte del pueblo de la Iglesia, nos es penoso constatar la aparición en los cines de esta ciudad de una película que exalta los peores instintos y las más descontroladas emociones de la Humana Naturaleza. Avisamos a nuestra grey que comete PECADO MORTAL cualquiera que asista a funciones públicas o privadas del filme La dolce vita, e invitamos a la comunidad de fieles a unirse a nosotros en el ruego por la salvación del alma de Federico Fellini, público pecador. Aquellos que sólo por motivos de estudio quieran ver el filme, deben obtener dispensa especial de su confesor.

La escena que generó mayor polémica fue sin embargo la secuencia de la orgía; de acuerdo con el propio Fellini, dicho fragmento del filme «los trastornó [a la burguesía]. Sufrieron una lenta agonía al verse a sí mismos en el espejo». Inicialmente, el periódico Il Quottidiano, de Acción Católica, se mostró favorable a la película, si bien cambiaría de parecer poco después, tachándola de «blasfema, pornográfica, bestial y no italiana», amenazando L'Osservatore Romano con excomulgar a todo aquel que fuese a verla. Con el fin de socorrer a Fellini, el novelista Alberto Moravia reunió a un grupo de intelectuales para defender públicamente al director, quien constantemente recibía cientos de telegramas en los que se le acusaba de ser comunista, traidor y ateo. Pese a la oposición del propio parlamento, las autoridades gubernamentales emitieron un comunicado en el que mostraban su negativa a retirar la película de circulación para disgusto de una importante parte de la sociedad civil que abogaba por su prohibición, todo lo cual supuso una extraordinaria publicidad para el filme; con las salas abarrotadas, desde numerosas áreas del interior del país el público viajaba rumbo a Milán o Turín para poder verlo. La película lograría recaudar más de $1 000 000 solo en Italia, convirtiéndose en el mayor éxito del año junto a Rocco y sus hermanos (1960), mientras que en Estados Unidos, donde se estrenó en 1961 con subtítulos, detalle que solía provocar rechazo en los espectadores, el filme recaudó en poco tiempo más de $8 000 000.

### Paradero

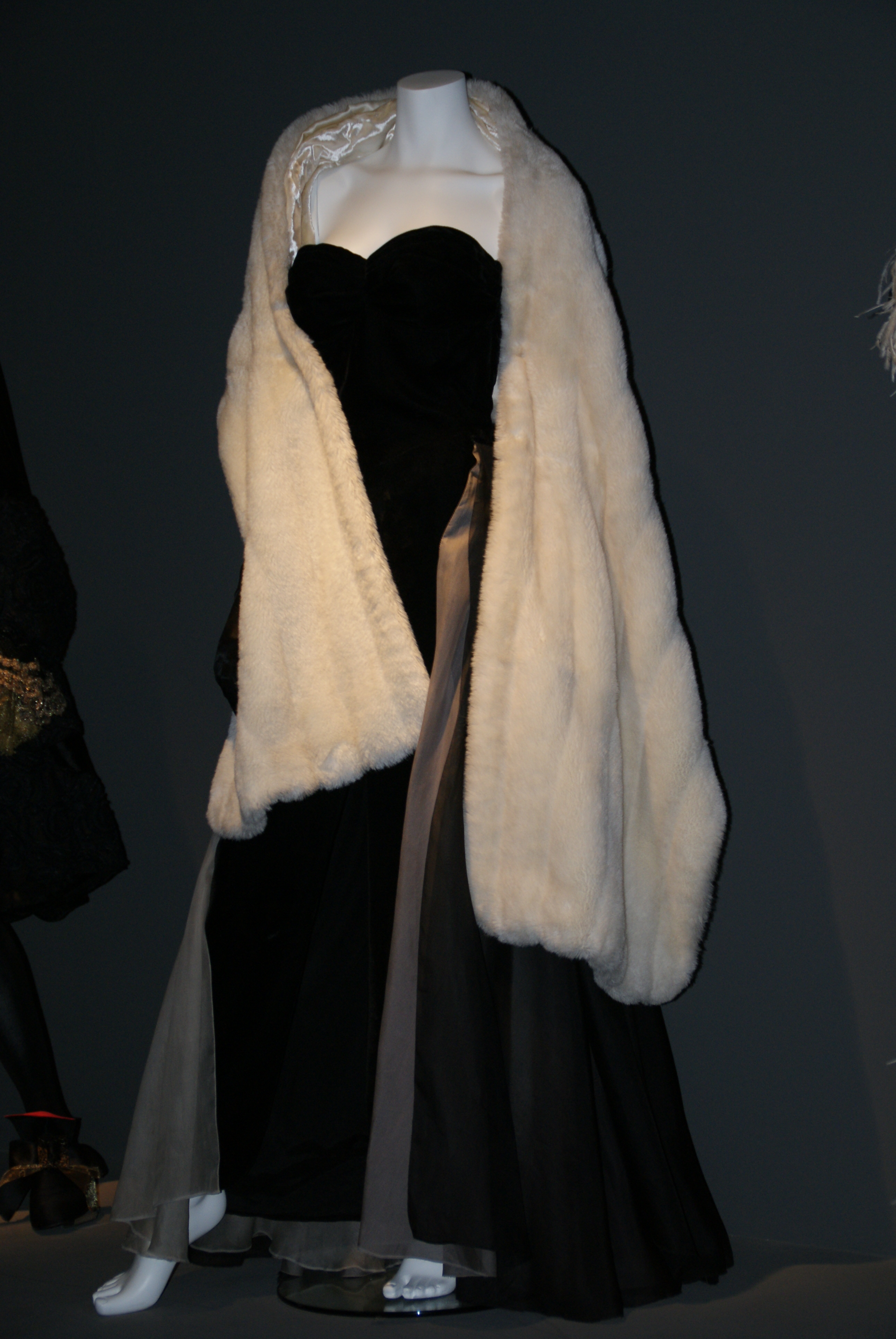
El vestido negro en los estudios Cinecittà en 2011.

A diferencia de otras prendas icónicas del cine, como el vestido de Glinda, el vestido Letty Lynton y el vestido Cheek to Cheek (presumiblemente perdidos), el vestido negro de La dolce vita ha logrado conservarse, exhibiéndose desde 2011 en los estudios Cinecittà. Del mismo modo que otros trajes cinematográficos, el atuendo pudo haber corrido el riesgo de ser reutilizado para otros filmes y haberse desgastado con el uso, lo que podría haber llevado a que fuese tirado a la basura sin saberse en qué películas había aparecido, aunque cabe destacar que el traje fue reutilizado en al menos una ocasión con motivo del rodaje de The Girl in the Fountain (2021), momento en que tuvo que ser levemente ajustado para Monica Bellucci; dicho ajuste fue acometido por la casa Gattinoni en su taller de la Via Marche, y de acuerdo con Stefano Dominella, presidente de la firma: «Tuvimos que apretarlo, pero muy poco. Era prácticamente perfecto así». Por otro lado, un deficiente almacenaje podría haber deteriorado igualmente la prenda ya que las perchas de madera, conocidas por su alto contenido en ácido, solían provocar que los vestidos se desgarrasen, mientras que otro riesgo que pudo haber corrido fue el robo; durante muchos años los estudios de cine tanto europeos como americanos no tuvieron ningún tipo de cuidado con los trajes, accesorios, guiones y demás elementos vinculados a las películas que producían, sin ser conscientes del alto valor que acabarían teniendo en el futuro (a menudo los empleados se llevaban estos objetos como recuerdo sin permiso, sabedores de que a los directivos no les importaba esta sustracción de material). Cabe también la posibilidad de que hubiese corrido el riesgo de ser modificado para su uso en otros filmes; esta circunstancia, muy frecuente en Hollywood, se dio con al menos tres vestidos de Gilbert Adrian: el traje de chifón de Greta Garbo en Camille (1936), completamente modificado para Joan Fontaine en Rebecca (1940); el vestido de Glinda, originalmente lucido por Jeanette MacDonald en San Francisco (1936) y severamente modificado para Billie Burke en El mago de Oz (1939); y otro traje de MacDonald de la misma película, levemente alterado para Gracie Allen en Honolulu (1939). Pese a haberse conservado, es muy probable que el vestido negro sufriese algún que otro daño durante el rodaje: por un lado, el agua puede provocar deterioro en mayor o menor medida en tejidos tan poco aptos para este elemento como el terciopelo, una tela que para una mejor conservación debe ser limpiada en seco, mientras que por otro, los colorantes, ya sea en periodos de contacto breve o prolongado, pueden, mediante aplicación directa o diluidos en agua, provocar manchas permanentes en los textiles con independencia de lo resistentes que estos sean, como el poliéster, el nailon o el elastano, materiales comúnmente empleados en la fabricación de bañadores y más apropiados para el agua que el terciopelo.

## Descripción

### Diseño
El ensayista e historiador de cine Antonio Costa, quien compara a Sylvia con una ninfa, define el traje como «un drapeado que tiene la función de velar y revelar simultáneamente la desnudez del cuerpo, la blancura lechosa de la tez, a la vez desbordante y vulnerable, marmórea y frágil».: 2–3  El atuendo, un little black dress de corte sirena confeccionado en terciopelo, se caracteriza por contar con un corpiño muy ceñido conformado por un marcado escote corazón sin tirantes y una cintura de avispa, luciendo en la parte posterior un escote redondo tan pronunciado que deja la espalda al descubierto casi en su totalidad. En lo que respecta a la parte inferior, esta se compone de una maxifalda también de terciopelo con abertura en el frente y equipada con una sobrefalda de color negro en chifón de seda a modo de cola bajo la cual se hallan varias capas de idéntico tejido en tonos beige. Como único accesorio, el vestido se acompaña de una larga estola de piel de zorro blanco, obra de la Asociación Italiana de Peleteros.

### Análisis
El vestido negro y sobre todo la atmósfera de la escena crean toda una fantasía surrealista pese a la corta duración de la secuencia. El traje, sumado al rostro angelical de Sylvia y su melena rubia, constituye una especie de fuego artificial para los sentidos gracias a su diseño, el cual configura la silueta de la joven hasta casi convertirla en una sirena. Sylvia, quien se desliza sin rumbo por los tenuemente iluminados callejones de la Via Veneto en mitad de la noche, parece una figura etérea al caminar como si flotase a la vez que una hechicera por cargar un gato sobre su cabeza, seduciendo a Marcello al mismo tiempo que enamora al espectador. Durante el sensual y a la vez inocente baile en las Termas de Caracalla, las vaporosas bandas de seda desafían poderosamente la gravedad al levantarse y envolver a Sylvia como si fuese una diosa romana, para poco después sumergirse en la Fontana de Trevi, donde la mujer, tras atravesar las aguas cual Moisés en el Mar Rojo y llamar inocentemente a su acompañante con la frase «Marcello, come here!» («¡Marcello, ven aquí!»), derrama unas gotas sobre la cabeza del hombre a modo de bautismo, creando de este modo una suerte de hechizo cuya magia se romperá abruptamente cuando la fuente deje de manar agua y la luz del sol invada el lugar, forzando a la pareja a volver a tierra firme. El sentimiento de apatía por el fin de tan idílico momento quedará marcado, al igual que en Gilda, por la sonora bofetada que Sylvia recibirá por parte de su novio Robert, lo que dejará una sensación de tristeza contenida debido al cruel golpe que supone tanto para Sylvia como para Marcello el tener que volver a la cruda realidad.

## Legado

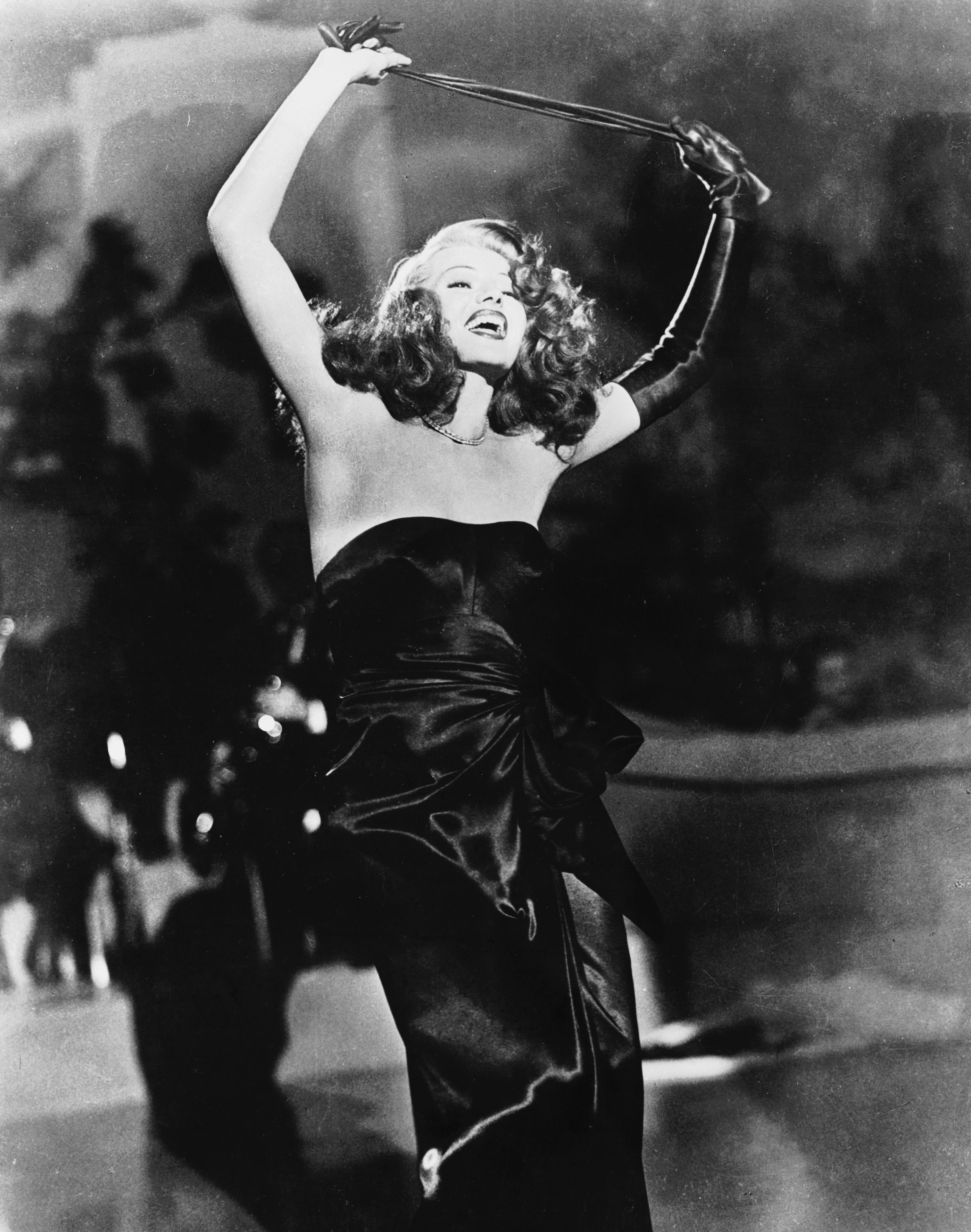
Rita Hayworth en Gilda (1946).

El vestido negro, que junto con el resto del guardarropa del filme le valdría a Gherardi el Óscar al mejor diseño de vestuario así como una nominación a la cinta de plata, se erige actualmente como uno de los más famosos de la historia del cine. Expuesto en 2021 en la muestra Fernanda Gattinoni. Moda e stelle ai tempi della Hollywood sul Tevere, organizada en la galería Mandarin Maison de Kiev; entre 2023 y 2024 en la exhibición Fotogramas de moda italiana: desde los años 50, la Italia que viste al cine internacional, llevada a cabo en el Instituto Italiano de Cultura de Madrid, con sede en el Palacio de Abrantes; y en 2024 en la exhibición Fifties in Fashion: La Couture Anni 50 (RMX), celebrada en la Accademia del Lusso de Milán, la popularidad del atuendo ha llevado a su confección casera por entusiastas de la película así como a su reproducción para su venta al público, gozando por su parte el vestido «pretino» de cierto nivel de fama al ser recreado en dos versiones en la década de 1990 por la firma Krizia, mientras que un falso «pretino» sería modelado por la joyera Victoire de Castellane, quien se caracterizó como Ekberg durante un desfile de Olympia Le Tan en el Palacio Pitti en 2012. Íntimamente ligado a la Fontana de Trevi, el vestido, recreado en miniatura para la Madrid Fashion Doll Show Convention de 2014, constituye a día de hoy, al igual que el atuendo de Hayworth en Gilda, uno de los little black dresses más recordados de la historia junto con otros trajes, como el vestido de Marlene Dietrich en El expreso de Shanghai (1932), creado por Travis Banton; el vestido de Grace Kelly en La ventana indiscreta (1954), obra de Edith Head; el traje de Audrey Hepburn en Breakfast at Tiffany's (1961), facturado por Hubert de Givenchy; el atuendo de Catherine Deneuve en Belle de jour (1967), diseño de Yves Saint Laurent; el vestido de Jane Fonda en Klute (1971), obra de Ann Roth; el atuendo de Mireille Darc en El gran rubio con un zapato negro (1972), creación de Guy Laroche; el traje de Glenn Close en Atracción fatal (1987), diseñado por Ellen Mirojnick; el vestido de Julia Roberts en Mystic Pizza (1988), obra de Jennifer von Mayrhauser; y el traje de Demi Moore en Indecent Proposal (1993), facturado por Bernie Pollack.